# Alto Piquiri (kommun)
Alto Piquiri är en kommun i Brasilien.   Den ligger i delstaten Paraná, i den södra delen av landet, 1 100 km sydväst om huvudstaden Brasília. Antalet invånare är 10 179.
Följande samhällen finns i Alto Piquiri:
- Alto Piquiri

Omgivningarna runt Alto Piquiri är huvudsakligen savann. Runt Alto Piquiri är det glesbefolkat, med 19 invånare per kvadratkilometer.